# Vadu Vejei
Vadu Vejei – wieś w Rumunii, w okręgu Jassy, w gminie Țibana. W 2011 roku liczyła 412 mieszkańców.